# Turnix castanotus
El torillo dorsicastaño, torillo dorso castaño o torillo de lomo castaño (Turnix castanotus) es una especie de ave charadriforme de la familia Turnicidae.

## Hábitat y distribución
Es endémica de la región norte del Territorio del Norte y región de Kimberley en Australia.
Sus hábitats naturales son la sabana seca, bosquecillos de arbustos secos subtropicales o tropicales, pastizales bajos secos subtropicales o tropicales.